# 王延嗣
王延嗣（873年—966年），五代十国時期閩國太祖王审知的族子。
王延嗣为人慷慨，喜欢直言，以道义自任。唐僖宗光啟初年，随王审知入闽。后梁簒唐，封王审知为闽王。王延嗣劝谏道：“义不帝秦，此其时也。”当时强藩巨镇，诸如王建、劉守光、刘岩等人，很多都僭号称帝。王审知也有所动心，王延嗣反复极谏，力言不可。王审知虽不喜欢他的话，但是终身不失臣节，王延嗣也有功劳。
之後因閩國即將滅亡，王延嗣為求避難，改姓唐，隱居延平。因其後以教授《五經》為生，人稱唐五經。